# يونوت مولدوفا
يونوت مولدوفا (بالرومانية: Ionuț Moldovan)‏ مواليد 17 يناير 1978 في كونستانتسا، هو لاعب كرة مضرب روماني سابق بدأ مسيرته كمحترف سنة 1996 وكان يلعب باليد اليمنى. أعلى تصنيف له في الفردي كان المركز الـ 111 في سنة 1997.

## النهائيات

### الفردي: (2)
| الرقم | السنة | الدورة              | الأرضية | المنافس في النهائي | النتيجة في النهائي |
| ----- | ----- | ------------------- | ------- | ------------------ | ------------------ |
| 1.    | 1997  | براسوف, رومانيا     | ترابية  | دينو بيسكاريو      | 6–2, 6–4           |
| 2.    | 1997  | سخييفينينغن, هولندا | ترابية  | سلفادور نافارو     | 3–6, 7–5, 6–2      |